# Pashallora
Pashallora (albanisch auch Pashallorë; serbisch Острвица Ostrvica) ist ein Berg im Kosovo, der eine Höhe von 2092 m. i. J. erreicht. Der Berg liegt östlich von Prizren und südlich von Suhareka. Im Norden liegt die Ebene von Metochien, im Süden die Šar Planina, von dieser durch die Täler des Lumbardh i Prizrenit und des Lepenac getrennt. Im Südwesten befindet sich der Berg Koxha Ballkan (2043 m. i. J.), im Süden jenseits des Oberlaufs des Lepenac der lange Bergzug Ošljak (2212 m. i. J.).
Das Gebiet rund um den Berg gehört mehrheitlich zum Nationalpark Sharr.